# Амирасланов, Ровшан Тельман оглы
Ровшан Тельман оглы Амирасланов (азерб. Rövşən Telman oğlu Əmiraslanov; 18 марта 1986, Баку, Азербайджанская ССР, СССР) — азербайджанский футболист, амплуа — нападающий и полузащитник. Выступает в составе команды азербайджанской премьер-лиги «Баку». Защищал цвета молодёжной (U-21) и юношеских сборных Азербайджана (U-17) и (U-19).

## Клубная карьера
Начинал свою футбольную карьеру в составе клуба «Шамкир». Защищал также цвета МОИК (Баку) бакинского «Интера» и клуба «Масаллы».
С 2011 года играет за клуб азербайджанской премьер-лиги «Габала». В сезоне 2013/14 стал игроком клуба «Симург».
В сентябре 2010 года, будучи игроком бакинского «Интера», в матче XXVII тура Премьер-Лиги Азербайджана с клубом «Хазар-Ленкорань», получил тяжелую травму (перелом ноги), в результате чего выбыл из строя до конца сезона.

## Юношеская сборная Азербайджана
Защищал цвета молодёжной (U-21) и юношеских сборных Азербайджана (U-17) и (U-19). Дебют в составе сборной Азербайджана (U-21), состоялся 2 июня 2007 года, в отборочном раунде Чемпионата Европы среди молодёжи 2007, против сборной Греции.

## Достижения
- Серебряный призёр чемпионата Азербайджана 2003/04 (в составе «Шамкира»)